# Cyclisme aux Jeux méditerranéens
Le cyclisme est l'un des sports présents aux Jeux méditerranéens. Il fait partie du programme depuis la deuxième édition en 1955.

## Éditions
| Jeux  | Années | Hôte                 | Premier pays au tableau des médailles | Deuxième pays au tableau des médailles | Troisième pays au tableau des médailles |
| ----- | ------ | -------------------- | ------------------------------------- | -------------------------------------- | --------------------------------------- |
| II    | 1955   | Barcelone            | Italie                                | France                                 | Espagne                                 |
| III   | 1959   | Beyrouth             | Italie                                | Espagne                                | France                                  |
| IV    | 1963   | Naples               | Italie                                | France                                 | Espagne                                 |
| V     | 1967   | Tunis                | Italie                                | Espagne                                | Tunisie                                 |
| VI    | 1971   | İzmir                | Italie                                | Espagne                                | Yougoslavie                             |
| VII   | 1975   | Alger                | Italie                                | Espagne                                | France                                  |
| VIII  | 1979   | Split                | France                                | Italie                                 | Espagne                                 |
| IX    | 1983   | Casablanca           | Italie                                | Yougoslavie                            | France                                  |
| X     | 1987   | Lattaquié            | Italie                                | Espagne                                | France                                  |
| XI    | 1991   | Athènes              | Italie                                | Espagne                                | France                                  |
| XII   | 1993   | Languedoc-Roussillon | Italie                                | Espagne France                         |                                         |
| XIII  | 1997   | Bari                 | Italie                                | France                                 | Slovénie                                |
| XIV   | 2001   | Tunis                | Italie                                | Espagne                                |                                         |
| XV    | 2005   | Almería              | France                                | Espagne                                | Italie                                  |
| XVI   | 2009   | Pescara              | Italie                                | France                                 | Slovénie                                |
| XVII  | 2013   | Mersin               | France                                | Italie                                 | Espagne                                 |
| XVIII | 2018   | Tarragone            | Italie                                | Portugal                               | Espagne                                 |
| XIX   | 2022   | Oran                 | Italie                                | France                                 | Portugal                                |

## Tableaux des médailles
Mis à jour après l'édition de 2022
| Rang  | Nation      | Or | Argent | Bronze | Total |
| ----- | ----------- | -- | ------ | ------ | ----- |
| 1     | Italie      | 47 | 18     | 12     | 77    |
| 2     | Espagne     | 9  | 14     | 16     | 39    |
| 3     | France      | 6  | 23     | 13     | 42    |
| 4     | Portugal    | 1  | 2      | 1      | 4     |
| 5     | Yougoslavie | 1  | 1      | 2      | 4     |
| 6     | Slovénie    | 0  | 3      | 1      | 4     |
| 7     | Grèce       | 0  | 1      | 3      | 4     |
| 8     | Libye       | 0  | 1      | 1      | 2     |
| 9     | Tunisie     | 0  | 1      | 0      | 1     |
| 10    | Maroc       | 0  | 0      | 8      | 8     |
| 11    | Algérie     | 0  | 0      | 3      | 3     |
| 12    | Turquie     | 0  | 0      | 2      | 2     |
| 13    | Chypre      | 0  | 0      | 1      | 1     |
| 13    | Serbie      | 0  | 0      | 1      | 1     |
| Total | Total       | 64 | 64     | 64     | 192   |

## Référence
- (en) Cet article est partiellement ou en totalité issu de l’article de Wikipédia en anglais intitulé « Cycling at the Mediterranean Games » (voir la liste des auteurs).